# Червонослободский сельский совет (Бурынский район)
Червонослободский сельский совет (укр. Червонослобідська сільська рада) — входит в состав
Бурынского района Сумской области Украины.
Административный центр сельского совета находится в селе Червоная Слобода
.

## Населённые пункты совета
- с. Червоная Слобода
- с. Дичь
- с. Чумаково